# Heterodelta
Heterodelta is een vlindergeslacht uit de familie van de uilen (Noctuidae). De wetenschappelijke naam van het geslacht is voor het eerst geldig gepubliceerd in 1964 door Berio.
Er is maar één vlindersoort ondergebracht onder dit geslacht, te weten de Heterodelta nea.